# میگل آنگل ویراسورو (فیزیکدان)
 میگل آنگل ویراسورو (انگلیسی: Miguel Ángel Virasoro؛ زاده ۹ مهٔ ۱۹۴۰ – درگذشته ۲۳ ژوئیه ۲۰۲۱) یک فیزیک‌دان اهل آرژانتین بود.